# 오노 마유미
오노 마유미(일본어: 小野 真弓 おの まゆみ[*], 1981년 3월 12일 ~ )는 일본의 여배우·탤런트·그라비아 아이돌·가수이다. 지바현 출신.

## 필모그래피
- 솔로콘테스트
- 예언
- 감염·예언